# Пан Гімун
У цьому корейському імені прізвище (Пан) стоїть перед особовим ім'ям.
Пан Гімун (кор. 반기문, 潘基文, Ban Gi-mun, Ban Ki-moon, МФА: [pan.ɡi.mun]; нар. 13 червня 1944, повіт Имсон, Північна провінція Чхунчхон, Південна Корея — тоді Японська імперія) — 8-й Генеральний секретар ООН (1 січня 2007 — 31 грудня 2016).

## Навчання
У 1970 р. здобув диплом бакалавра міжнародних відносин Сеульського національного університету. Пізніше (1985 рік) здобув диплом магістра державного управління Школи управління Джона Кеннеді Гарвардського університету.

## Дипломатична діяльність
Свою політичну діяльність почав кар'єрним дипломатом у південнокорейському Міністерстві закордонних справ і торгівлі та в Організації Об'єднаних Націй.
Обіймав посаду міністра закордонних справ і торгівлі Південної Кореї з січня 2004 до листопада 2006 року.

## Керівництво ООН
Провів декілька важливих реформ в галузі роботи ООН над підтримкою миру і організації діяльності самої організації. Найбільшу увагу Пан Гімун приділяє проблемам глобального потепління і проблемі Дарфура, де він допоміг переконати суданського президента Омара аль-Башира, дозволити військам миротворців ввійти в Судан.
21 червня 2011 року Пан Гімун затверджений Генеральним секретарем ООН на другий п'ятилітній строк.
Пішов з посади 31 грудня 2016 року. У своєму прощальному зверненні на церемонії в ООН, він закликав дипломатів «концентруватися на людях — на права людини і на людській гідності».
Він підкреслив, що з упевненістю передає естафету наступнику:
|  | "Я знаю, що пан Гутерріш – людина високих принципів. Він небайдужий до чужого лиха. І ці якості він уже проявив, коли обіймав посаду Верховного комісара у справах біженців. Я дуже задоволений тим, що держави – члени ООН обрали як мого наступника таку прекрасну людину", - заявив Генеральний секретар ООН, залишаючи посаду. |

3 січня 2017 р. повернувся додому в Південну Корею.

## Нагороди
Пан Гімун тричі нагороджений найвищим орденом Республіки Корея — орденом «За заслуги».

## Родина
Володіє англійською й французькою мовами.
Одружений з Ю Сунтхек, у них є син і дві дочки.